# Punta Garnet
Punta Garnet es un punto rocoso costero formado por un gneis granate, que se encuentra sobre el sector oeste del ingreso a la bahía Watt, en la Antártida. Punta Garnet fue descubierta por la Expedición Antártica Australasiana (1911–14) al mando de Douglas Mawson, y fue nombrada por el grupo geológico de la expedición comandado por Frank L. Stillwell.